# Riigi Teataja
«Riigi Teataja» (ест. Riigi Teataja — державний вісник) — офіційне друковане видання уряду Естонії. Перший номер вийшов 27 листопада 1918.
З 1 червня 2002 видання виходить паралельно в електронному форматі під назвою «Elektrooniline Riigi Teataja».